# Chicago-Marathon 1981
| 5. Chicago-Marathon     | 5. Chicago-Marathon          |
| ----------------------- | ---------------------------- |
| Stadt                   | Chicago, Vereinigte Staaten  |
| Datum                   | 27. September 1981           |
| Distanz                 | 42,195 Kilometer             |
| Sieger                  |                              |
| Männer                  | Phillipp Coppess (2:16:13 h) |
| Frauen                  | Tina Gandy (2:49:39 h)       |
| ← Chicago-Marathon 1980 | Chicago-Marathon 1982 →      |
| Website                 | Offizielle Website           |

Der Chicago-Marathon 1981 war die 5. Ausgabe der jährlich stattfindenden Laufveranstaltung in Chicago, Vereinigte Staaten. Der Marathon fand am 27. September 1981 statt.
Bei den Männern gewann Phillipp Coppess in 2:16:13 h, bei den Frauen Tina Gandy in 2:49:39 h.

## Ergebnisse

### Männer
| Platz | Athlet           | Land               | Zeit (h) |
| ----- | ---------------- | ------------------ | -------- |
| 01    | Phillipp Coppess | Vereinigte Staaten | 2:16:13  |
| 02    | Tony Shockency   | Vereinigte Staaten | 2:17:15  |
| 03    | Frank Shorter    | Vereinigte Staaten | 2:17:27  |
| 04    | Robert Busby     | Vereinigte Staaten | 2:17:44  |
| 05    | Dave Hinz        | Vereinigte Staaten | 2:18:03  |
| 06    | Kevin Higdon     | Vereinigte Staaten | 2:19:37  |
| 07    | Joe Sheeran      | Vereinigte Staaten | 2:20:15  |
| 08    | Gary Bjorklund   | Vereinigte Staaten | 2:20:26  |
| 09    | Gerald Krane     | Vereinigte Staaten | 2:22:22  |
| 10    | John Wellerding  | Vereinigte Staaten | 2:23:35  |

### Frauen
| Platz | Athletin       | Land               | Zeit (h) |
| ----- | -------------- | ------------------ | -------- |
| 01    | Tina Gandy     | Vereinigte Staaten | 2:49:39  |
| 02    | Charlene Groet | Vereinigte Staaten | 2:56:33  |
| 03    | Betty Johnny   | Vereinigte Staaten | 2:58:05  |
| 04    | Betty Hite     | Vereinigte Staaten | 2:58:58  |
| 05    | Sue Petersen   | Vereinigte Staaten | 2:59:16  |
| 06    | Karen Bukowski | Vereinigte Staaten | 3:04:47  |
| 07    | Moo Thorpe     | Vereinigte Staaten | 3:05:40  |
| 08    | Jayne Schiff   | Vereinigte Staaten | 3:06:43  |
| 09    | Patricia Elmer | Vereinigte Staaten | 3:06:46  |
| 10    | Peggy McAleer  | Vereinigte Staaten | 3:08:38  |